# 解剖變異
解剖变异是指某個人的身体的某個部分的形态特征與大多数个体的特征有所不同。 解剖變異其實是正常現象，與疾病無關，而且大多也没有症状。 解剖變異主要是由遗传引起的。 